# Опоку, Дэвис
Дэвис Опоку (англ. Davis Opoku; родился 29 октября 2007) — бельгийский футболист, правый защитник клуба «Ауд-Хеверле Лёвен».

## Клубная карьера
Воспитанник академии «Ауд-Хеверле Лёвен», в мае 2023 года Дэвис Опоку подписал свой первый профессиональный контракт с клубом. 19 ноября 2023 года дебютировал во взрослом футболе, сыграв за фарм-клуб «Ауд-Хеверле Лёвен» (до 23 лет) в матче Первого национального дивизиона против «Виртона». 24 ноября 2024 года дебютировал за основную команду клуба, выйдя на замену в матче Про-лиги против «Юниона».

## Карьера в сборной
Выступал за сборную Бельгии до 18 лет.